# الجيتار الأزرق (رواية)
الجيتار الأزرق (بالإنجليزية: The Blue Guitar)‏ هي رواية للكاتب الأيرلندي جون بانفيل، نشرت عام 2015، عن دار نشر فايكنغ بنغوين.